# 松前矩廣
松前矩廣（日语：〔〕／ Matsumae Norihiro，1660年1月6日—1721年1月18日），日本江戶時代前期至中期的大名，松前藩第5代藩主。
松前矩廣是第4代藩主松前高廣的長子，1665年（寬文5年）父親去世後繼承家督之位。1669年（寬文9年），松前藩爆發阿伊努人反對日本人統治的沙牟奢允之戰。此時矩廣年幼，在親族松前泰廣的協助下鎮壓了叛亂。
1716年（享保元年），嫡子富廣死去，矩廣收族人松前本廣的第六子邦廣為養子。1719年（享保4年），松前藩的家格正式從無石高的交代寄合昇格為一萬石的大名。